# HSPA+
HSPA+ eller Evolved High-Speed Packet Access, er en teknisk standard for mobilt 3G-bredbånd. HSPA+ forbedrer den bredt benyttede UMTS(W-CDMA)-standard, således at datahastigheden bliver sammenlignelig med det nyere LTE-netværk (populært kaldet 4G).
HSPA+ betyder en evolution inden for High Speed Packet Access og tilbyder teoretiske overførselshastigheder på op til 168 Megabits per sekund (Mbit/s) i download og op til 22 Mbit/s i upload. Teknisk set opnås disse hastigheder gennem brug af flere antenner. En teknik kendt som MIMO (“multiple-input and multiple-output”) og higher order modulation (64QAM) eller ved at få flere celler til at fungere som en, en teknik kaldet Dual-Cell HSDPA
Teknologien betyder også et markant fald i i strømforbruget og en væsentligt hurtigere opvågnen fra standby-mode. 
De højeste HSPA+hastigheder i 2012 er 42 Mbit/s i download og 11 Mbit/s i upload. I Danmark er de højeste HSPA+hastigheder 3's 32 Mbit/s download og 5 Mbit/s upload. 
27. december 2011 bekendtgjorde Deutsche Telekom at de var færdige med at opgradere deres UMTS-netværk til 42Mbit/s HSDPA, som når ud til 60 % af Tysklands befolkning. Deutsche Telekom bruger HSDPA+ (MIMO) såvel som Dual-Cell HSDPA, som i fællesskab i nær fremtid ventes at kunne opnå datahastigheder på 84,4 MBit/s.